# Magnus Betnér
Magnus Lennarth Betnér, né le 16 août 1974 à Stockholm, est un humoriste de stand-up suédois. 
Magnus Betnér s'est fait connaître et a construit sa popularité à partir des années 2000 au cours de différentes émissions de télévision humoristiques suédoises, dont Parlamentet (sv), Stockholm Live (sv), ou I ditt ansikte (sv) qu'il a animé en 2008 avec Martin Soneby (sv). En 2007, il entame la tournée de son premier spectacle intitulé Inget är heligt (« rien n'est sacré » en français), auquel ont succédé plusieurs autres spectacles et tournées, dont Tal till nationen en 2008–2009, Livets ord en 2009–2010. Son dernier one-man-show s'intitule Magnus Betnér IV.
L'humour de Magnus Betnér est provocateur, satirique et cynique, parfois polémique, ses sujets de prédilection tournant autour de la politique, la religion, le racisme ou l'homosexualité. Il a reçu le Svenska Stand up-galan du meilleur humoriste en 2005 et 2010.